# Hengelo

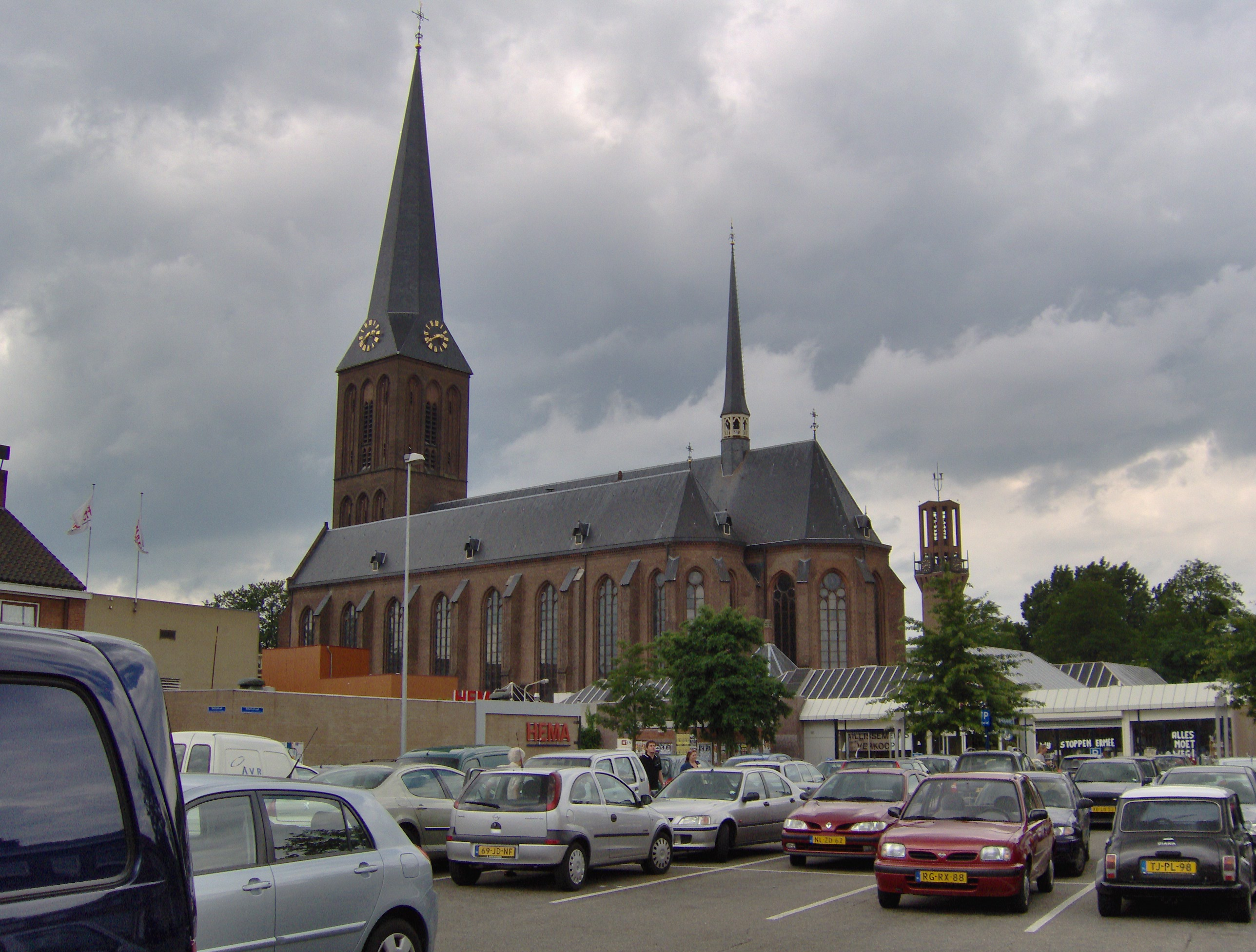
Lambertusbasiliek

Hengelo je obec a město ve východní části Nizozemska v provincii Overijssel. Město se rozkládá podél dálnic A1/E30 a A35.
Má dobré vlakové spojení díky své stanici na trase Amsterdam – Hannover – Berlin. Jednou z jeho nejznámějších budov je Lambertusbasiliek, což je římská basilika postavená v roce 1890 zasvěcená svatému Lambertovi.